# Jarostryj
Jarostryj – staropolskie imię męskie, złożone z członów Jaro- ("świeży, gorący" ale też "gniewny, srogi, surowy") i -stryj ("stryj").